# Volgai járás

A Volgai járás a Szamarai területen

A Volgai járás (oroszul Волжский район) Oroszország egyik járása a Szamarai területen. Székhelye Szamara.

## Népesség
- 1989-ben 64 974 lakosa volt.
- 2002-ben 77 621 lakosa volt, melynek 80,39%-a orosz.
- 2010-ben 83 377 lakosa volt, melynek 83,8%-a orosz, 4,2%-a mordvin, 2,8%-a tatár, 2%-a csuvas, 2%-a ukrán.